# Жил Верн
Жил Верн (фр. Jules Verne, IPA: ; Нант, 8. фебруар 1828 — Амјен, 24. март 1905) био је француски романописац, песник и драмски писац, најпознатији по својим авантуристичким романима и његовом снажном утицају на књижевни жанр научне фантастике.
Рођен у Нанту, требало је да прати стопе свога оца и постане адвокат, али већ од ране младости га је више привлачило позориште и писање текстова. Његова сарадња са издавачем Пјером Жилом Ецелом довела је до стварања Необичних путовања, веома успешне серије романа у којој су се налазила дела као што су Пут у средиште Земље, Двадесет хиљада миља под морем и Пут око света за осамдесет дана.
Верн се, генерално, сматра главним књижевним аутором у Француској и већем делу Европе, где је имао велики утицај на књижевне жанрове авангарду и надреализам. Међутим, његова репутација је значајно другачија у англофоним регионима, где се често спомиње као писац фантастике и књига за децу, не само због скраћених и измењених превода у која су његови романи често прештампавани.
Жил Верн је други најпревођенији аутор на свету, а налази се између енглеских писаца — Агате Кристи и Вилијама Шекспира — али је био најпревођенији аутор током шездесетих и седамдесетих година 20. века. Његов допринос жанру је био такав, да се заједно са писцима Хербертом Џорџом Велсом и Хугом Гернсбеком, понекад назива једним од „очева научне фантастике”.

## Биографија

### Детињство
Жил Габријел Верн је рођен 8. фебруара 1828. године на острву Федо у Нанту, као син Пјера Верна и Софи Алот де ла Фије. Отац Пјер је био адвокат, а мајка Софи пореклом из бродоградитељске и бродовласничке породице. Мајчина породица има делом шкотско порекло, након што се један предак 1462. године прикључио гарди Луја XI, те добио племићку титулу за верну службу краљу. С друге стране, очева породица је келтског порекла, која је дуго живела у Француској.
Осим Жила, породица Верн је имала још четворо деце — сина Пола и кћерке Ану, Матилду и Мари.
Са 8 година, Жил Верн је почео да похађа „Сен Станислас”, католичку школу која је одговарала религијским уверењима његовог оца. Након основног образовања, завршио је средњу школу у Нанту, где је добио класично образовање, које укључује познавање грчког и латинског језика, те реторике, певања и географије. Жил и његова породица доста времена су проводили на обалама реке Лоаре, на којој су поседовали викендицу, у коју су његов брат и он често долазили. На тај начин, Жил је развио интересовање за путовања и авантуре.
Године 1839, претпоставља се да се Жил укрцао на једрењак „Корали”, који је путовао за Индију. Након што је његов отац то открио, спречио је Жила, те га наговорио да му обећа да ће да путује „само у својој машти”. Сада је познато да је то вероватно измишљена прича Жилове нећаке Маргерит Алот де ла Фије, његовог првог биографа, мада је могуће да је прича инспирисана стварним инцидентом.

### Образовање
Након што је завршио основно и средње образовање, Жил је, на наговор оца, просперитетног адвоката, отишао у Париз како би завршио право. Верн је стигао у Париз 1848. године, у време политичких немира, када се десила Француска револуција. Жил је дошао у град непосредно пре избора Наполеона III Бонапарте за првог председника Републике. У то време, Верн је написао бројне сонете, те чак и пар поетских трагедија за позориште лутака.
Године 1848, стриц Франсиск де Шатобур га је увео у књижевне кругове, где је упознао Диме — оца и сина; старији Дима је после имао велики утицај на Верново приватно и књижевно усмерење.
Када је отац схватио да се Жил не труди око студирања права, те да му је писање драже, престао је да му шаље новац у Париз. Након што је је потрошио сву уштеђевину на књиге, није имао више ни за храну, што је изазвало бројне тегобе — изазивајући му стомачне поремећаје и фекалне инконтиненције, те нервне поремећаје, који су кулминирали парализом фацијалиса.
Поред свих здравствених и личних проблема, Жил је у јануару 1851. године успео да заврши факултет, те стекне звање адвоката. Иако са звањем адвоката, Жил је одлучио да се не врати оцу и ради у његовој канцеларији, већ је остао у Паризу. Почео је да ради као нотар, а затим као секретар у позоришту „Лирик”.

### Породични живот
У мају 1856. године, Верн је отпутовао у Амјен, како би био кум на венчању једног пријатеља, Огиста Леларжа. Верна је младина породица позвала да остане пар дана код њих, што је он прихватио. Спријатељио се са свима, а највише са младином сестром, Онорин де Вијан Морел, двадесетшестогодишњом удовицом која је имала двоје деце. Надајући се да ће пронаћи сигуран извор прихода, како би могао да се ожени са Онорин пред судом, Жил је прихватио понуду свог брата, те започео посао посредника. Након што му се финансијска ситуација побољшала, Верн је добио наклоност Онорин и њене породице, те су се венчали 10. јануара 1857. године.
Жил је у јулу 1858. године добио понуду — да без икакве накнаде путује бродом од Бордоа до Ливерпула и Шкотске. Путовање, Верново прво изван Француске, дубоко га је одушевило, а он је на истом писао романе. Касније је ишао у Стокхолм, одакле је путовао у Кристијанију и кроз Телемарк. Међутим, на путу кроз Данску, у журби се вратио у Париз, али је ипак пропустио рођење Мишела, свог јединог биолошког сина.

### Последње године
Иако је одрастао као католик, Верн је постао деист у позним годинама. Неки научници верују да се његова деистичка филозофија огледа у његовим романима, јер они често укључују појам Бога или божанског провиђења, али ретко се помиње концепт Христа.
Дана 9. марта 1886. године, када се Верн враћао кући, његов двадесетпетогодишњи нећак, Гастон, два пута је пуцао у њега из пиштоља. Први метак га је промашио, али га је други погодио у ногу; Жил је преживео, али је због хица у ногу до краја живота шепао. Овај инцидент се није прочуо у медијима, али Гастон је провео остатак живота у једној установи за ментално оболеле особе.
После смрти своје мајке и пријатеља Ецела, Верн је објављивао радове са мрачнијом тематиком. Године 1888, Верн је ушао у политику и био је изабран за одборника у град Амјену, где је учествовао у организацији које су побољшале живот у граду, те је на тој функцији провео око петнаест година.
Године 1905, боловао је од дијабетеса, који му је у потпуности одузео вид, а преминуо је 24. марта у свом дому у Амјену.
Године 1863, Верн је написао роман под називом Париз у 20. веку — о младом човеку који живи у свету стаклених небодера, брзих возова, аутомобила са погоном на гас, рачунара и глобалних комуникационих мрежа, али и са животом без среће. Роман има трагичан крај, а Ецел је мислио да ће песимизам романа уништи Вернов сјајан успех, те су одлучили да објављивање романа одгоде на двадесет година. Верн је ставио рукопис у сеф, у ком га је 1989. године пронашао његов праунук, који га је објавио 1994. године.